# باغ ماژورل
باغ ماژورل (عربی: حديقة ماجوريل) در شهر مراکش و در منطقۀ کلیز واقع شده‌ است، این باغ‌ها به اسم بنیانگذار آن‌ها یعنی نقاش فرانسوی ژاک ماژورل که این باغ‌ها را در سال ۱۹۲۴ میلادی تأسیس کرد به نام باغ‌های ماژورل نام‌گذاری کردند. در سال ۲۰۱۷ یک تاجر و حامی هنری اهل فرانسه به نام پیر برژ اقدام به ترمیم ساختمان‌های داخل باغ‌ها به رنگ آبی نیلی نمود. پیر برژ در یک تصادف درگذشت. این مکان الان یکی از اماکن توریستی شهر مراکش می‌باشد، ساختمان این باغها که در داخل باغ و در میان درختان قرار دارد جدیداً به موزه‌ای برای هنرهای اسلامی تبدیل شده‌ است. این باغها دارای انواع درختان و گل‌های کمیاب از ۵ قاره جهان می‌باشد به‌ طور خاص انواع مختلف درخت کاکتوس.

## نگارخانه

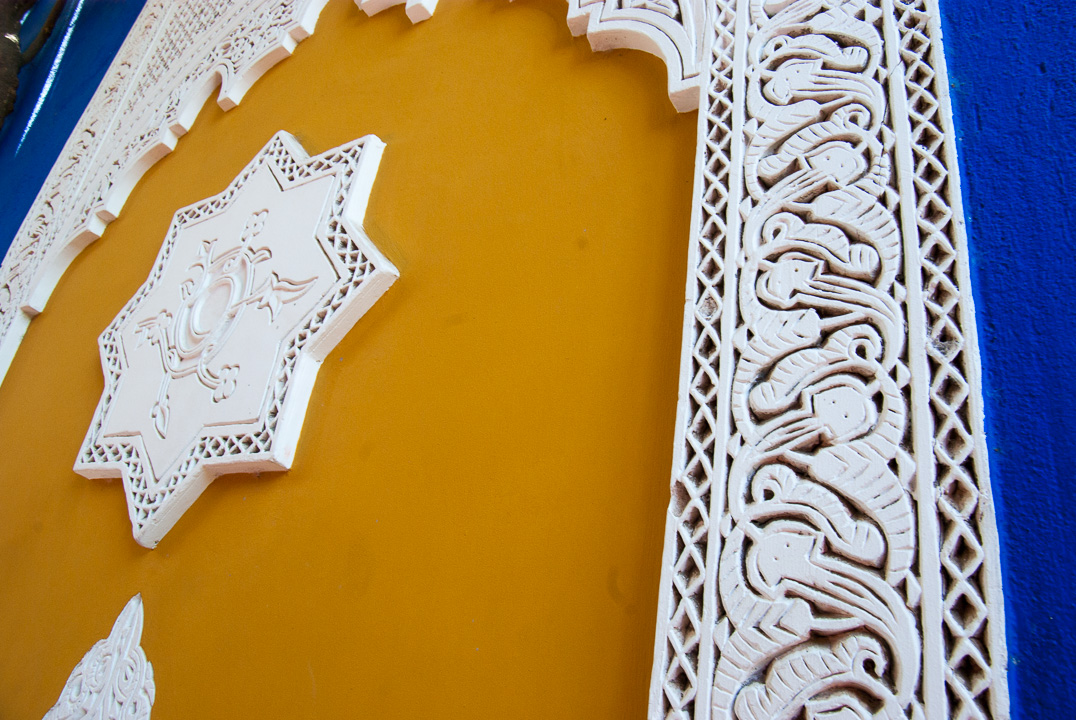
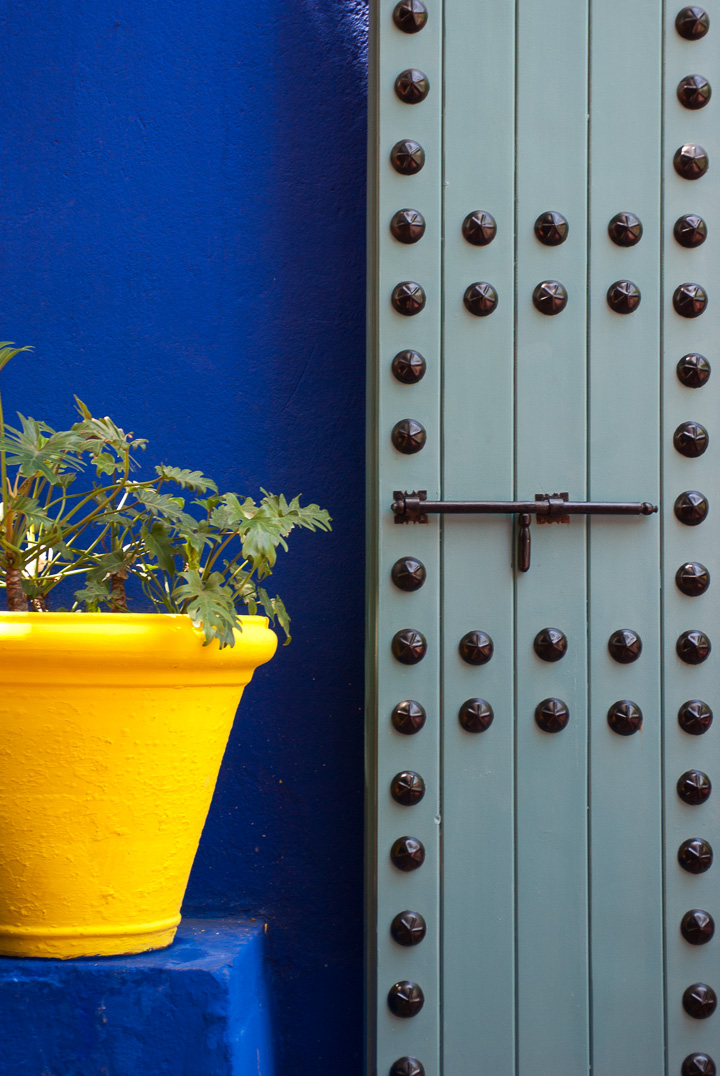
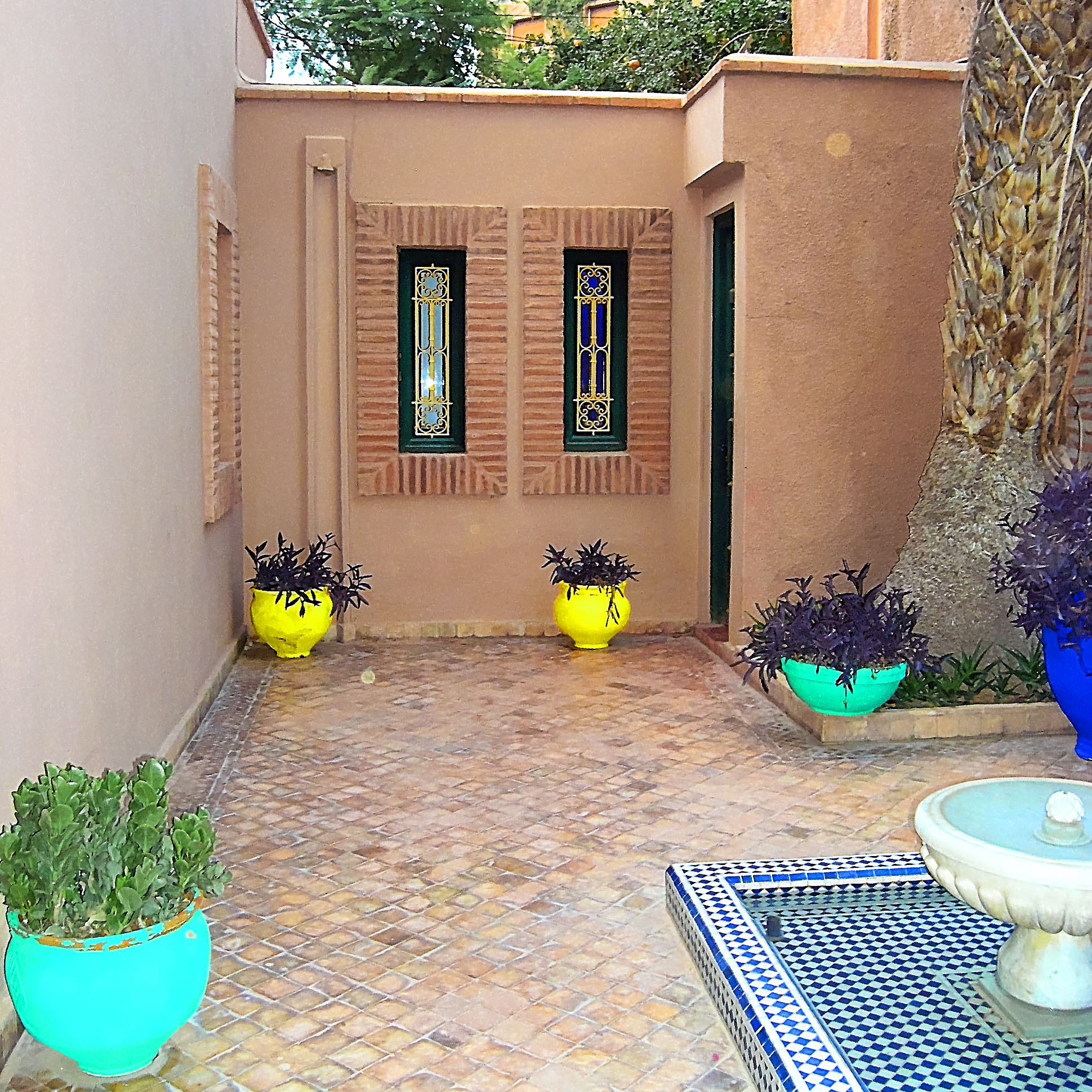
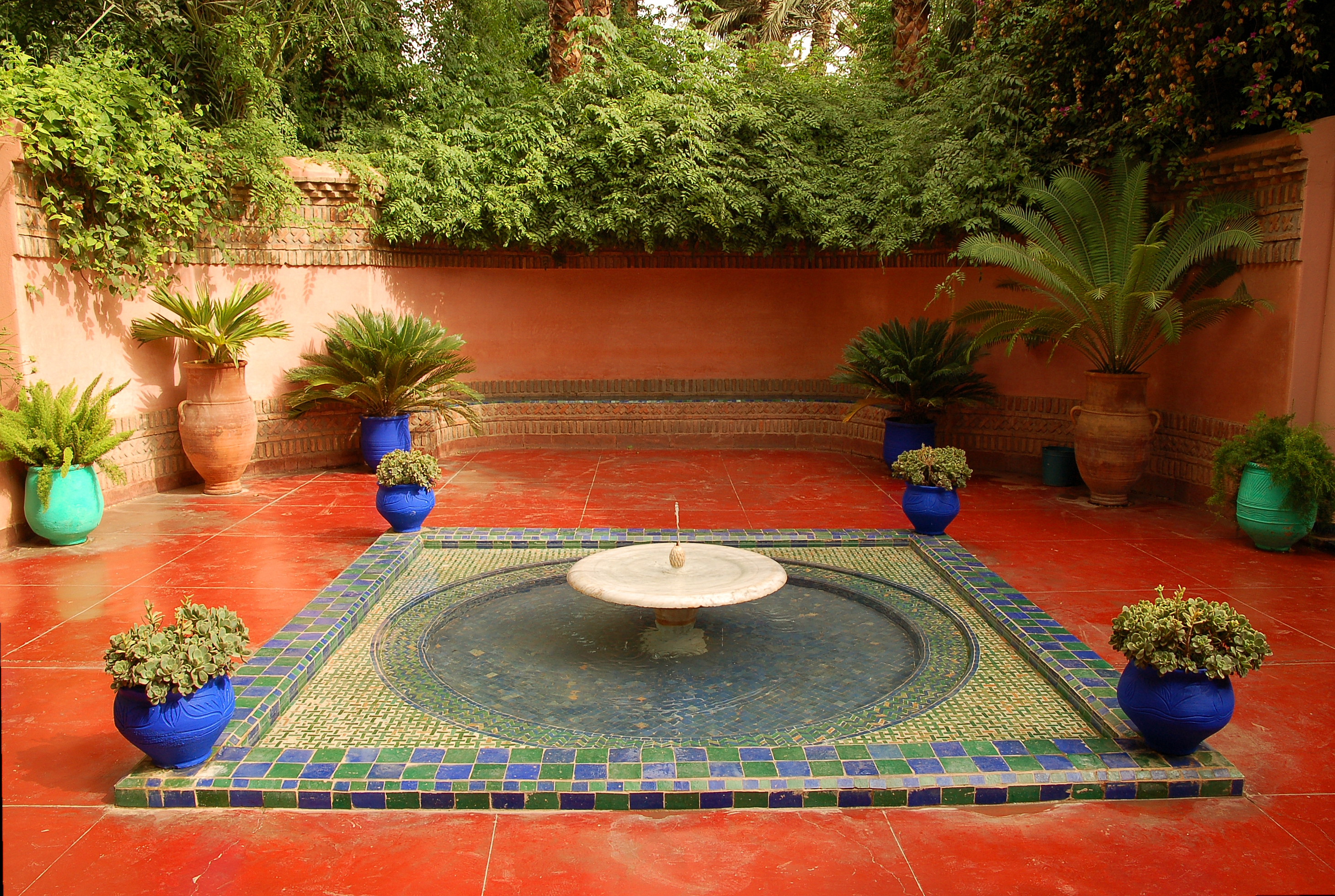
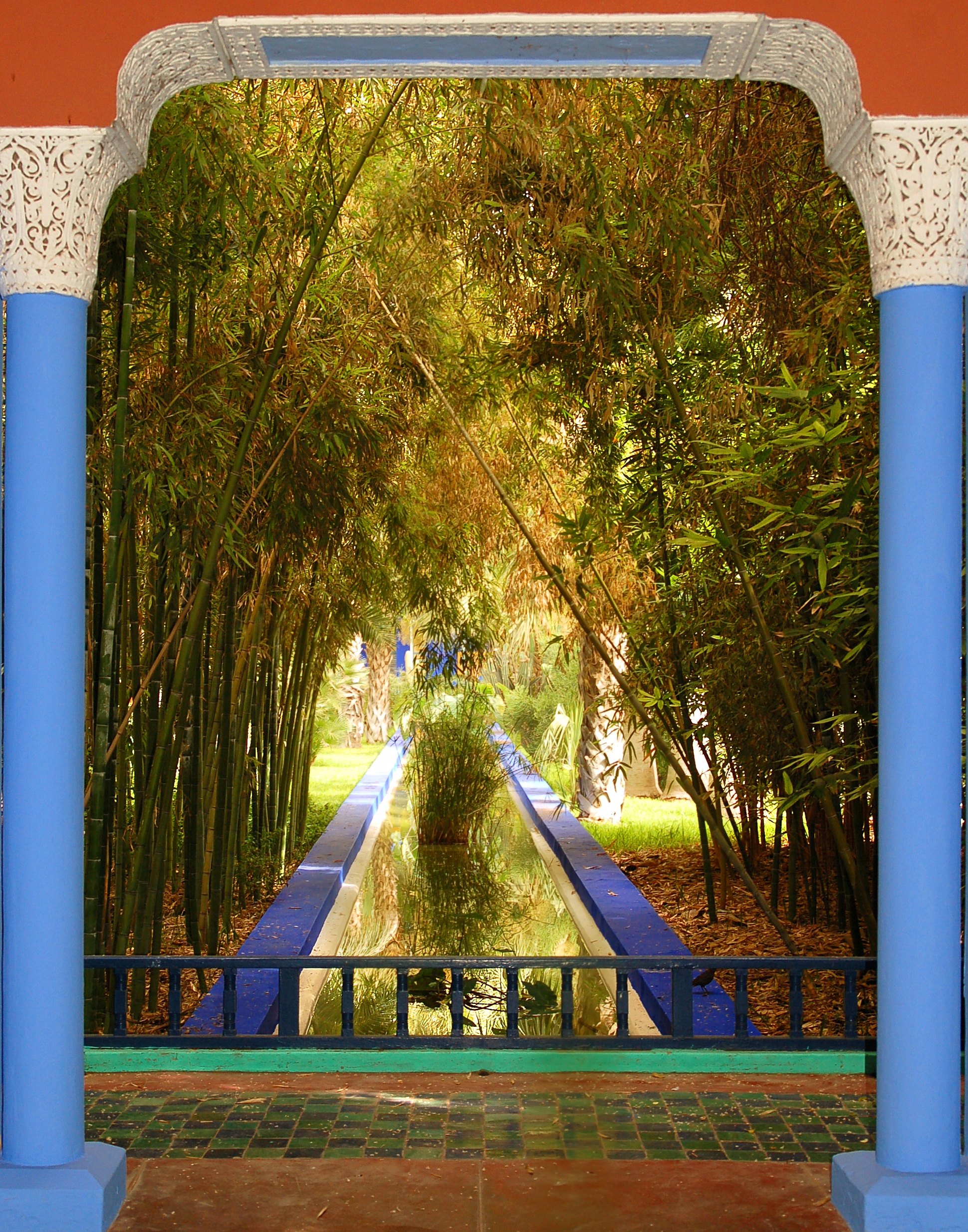
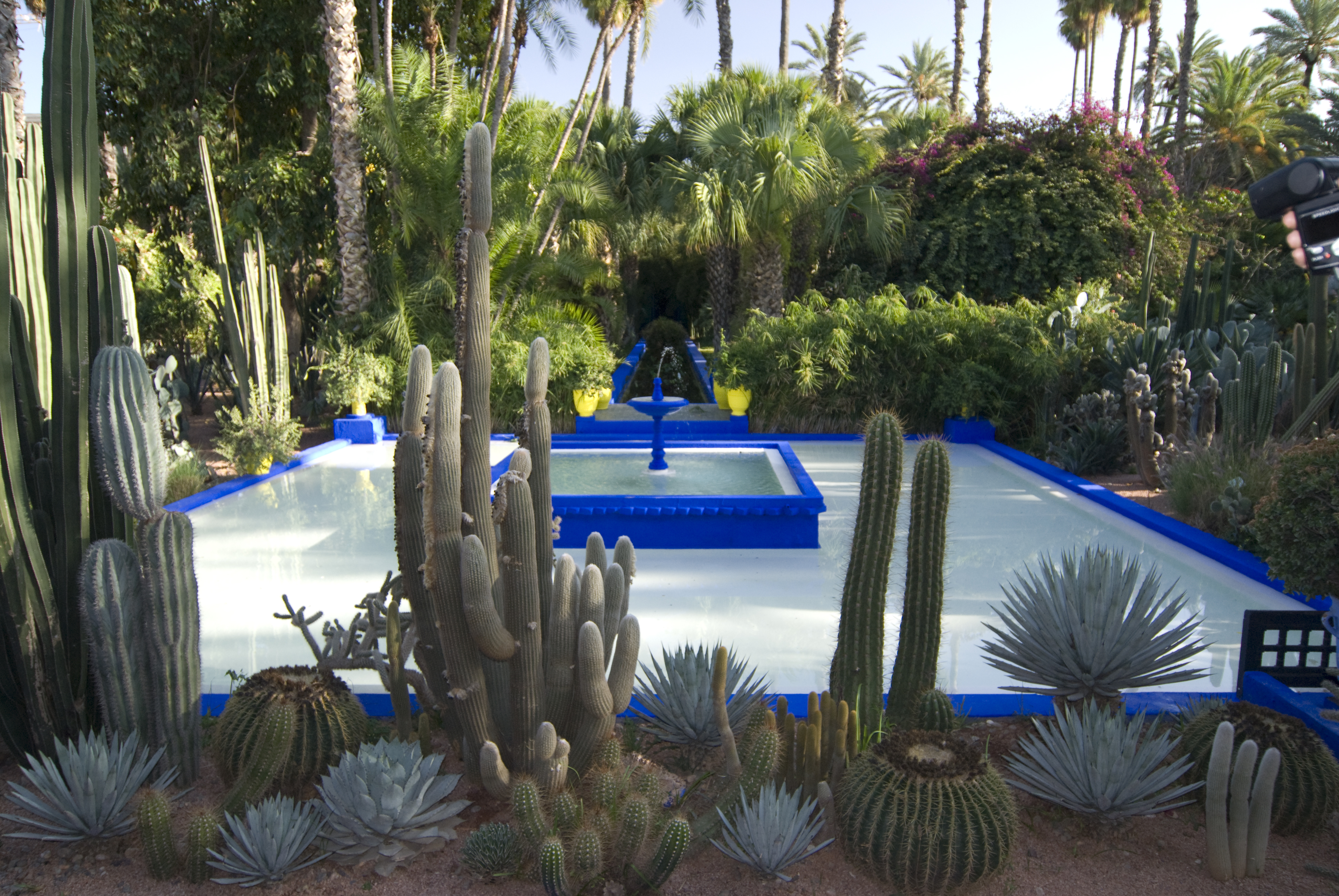
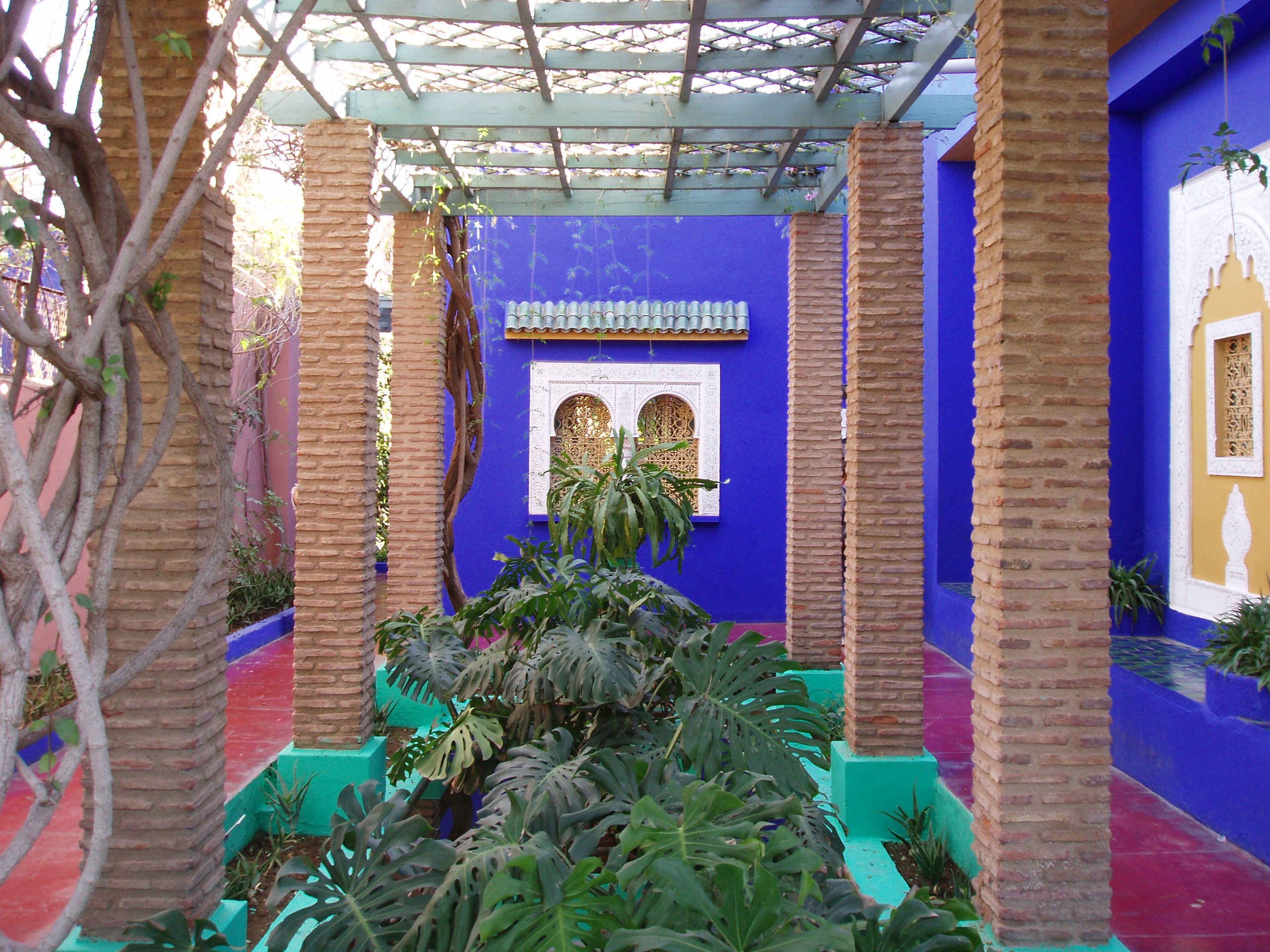
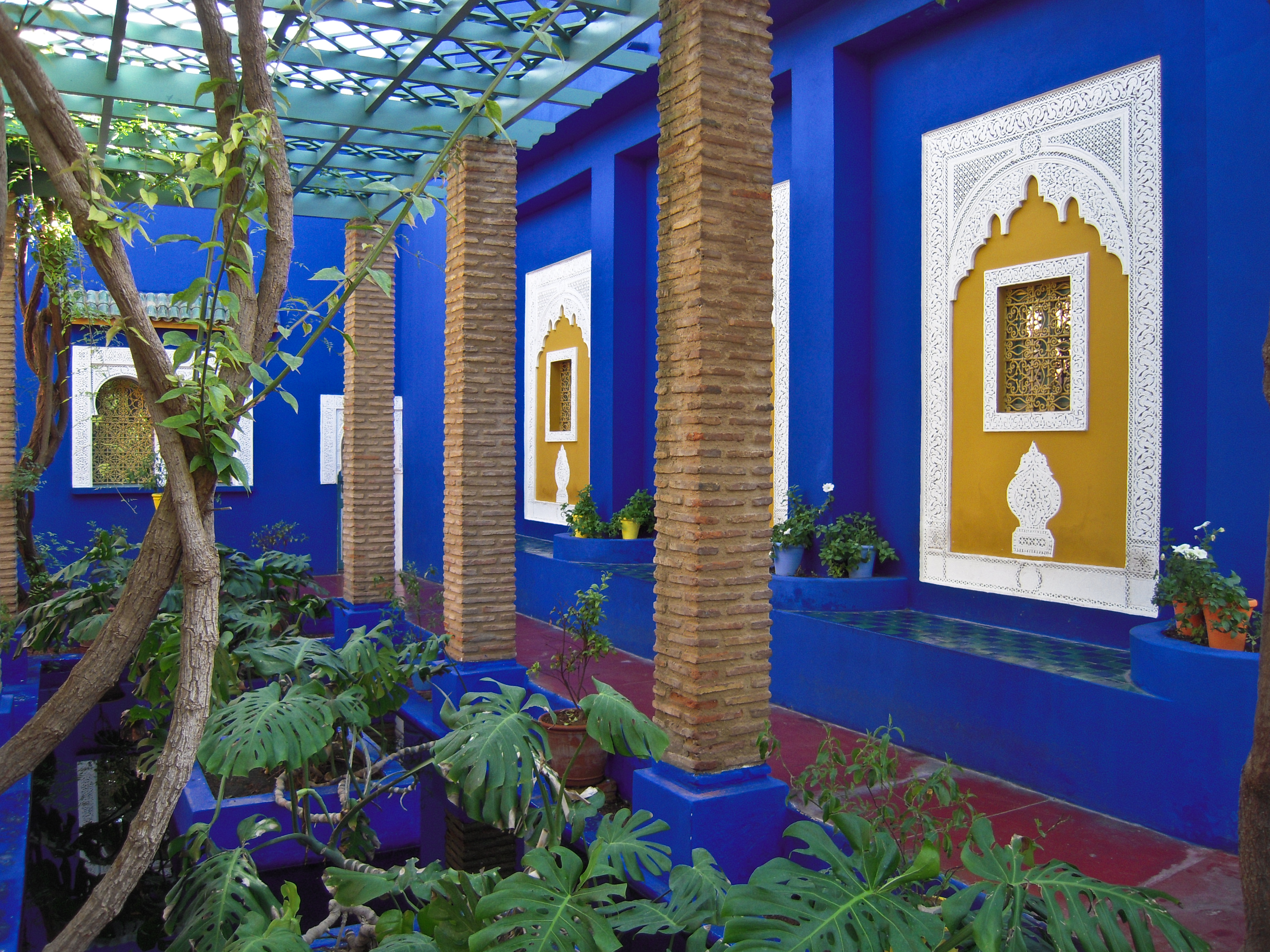
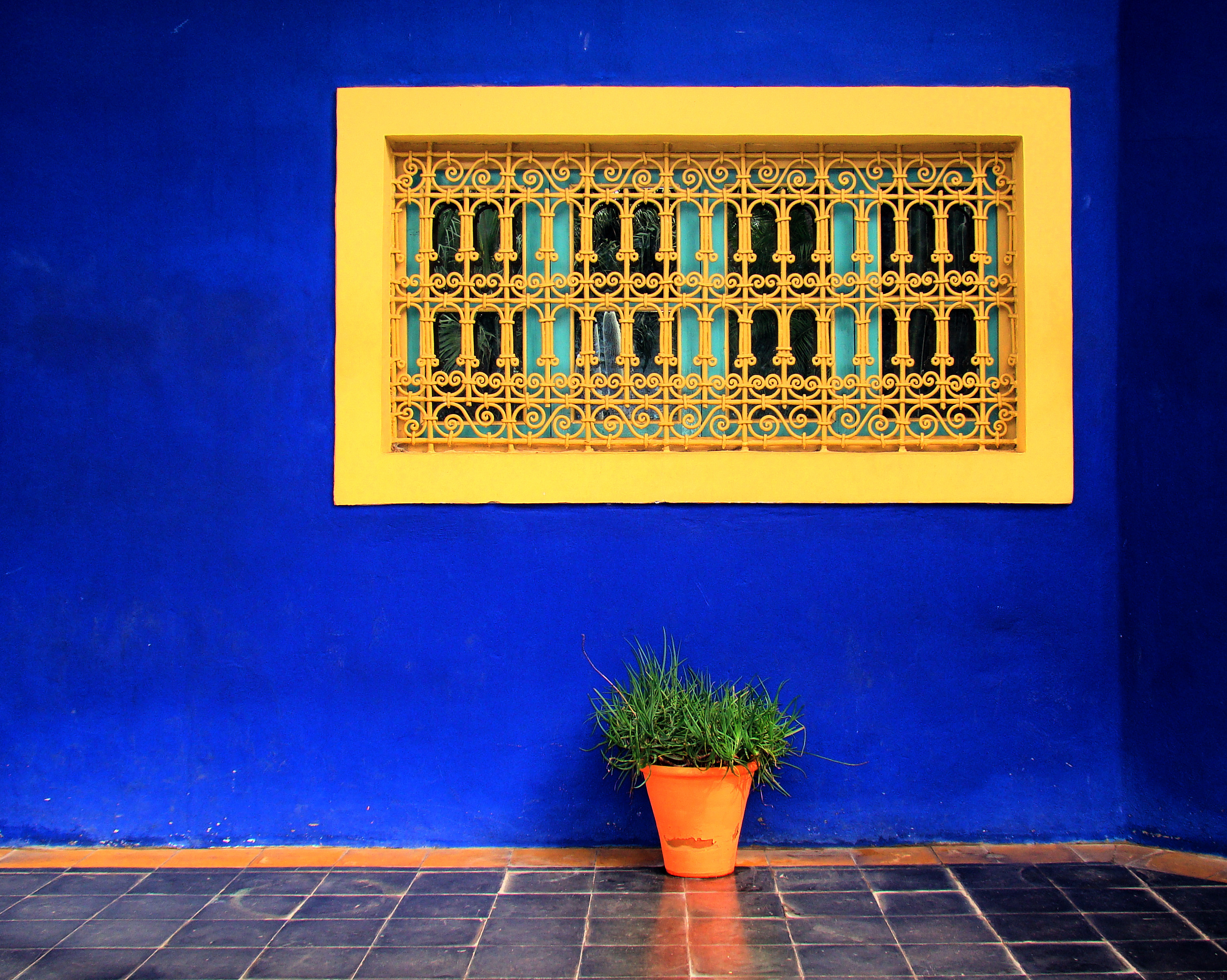
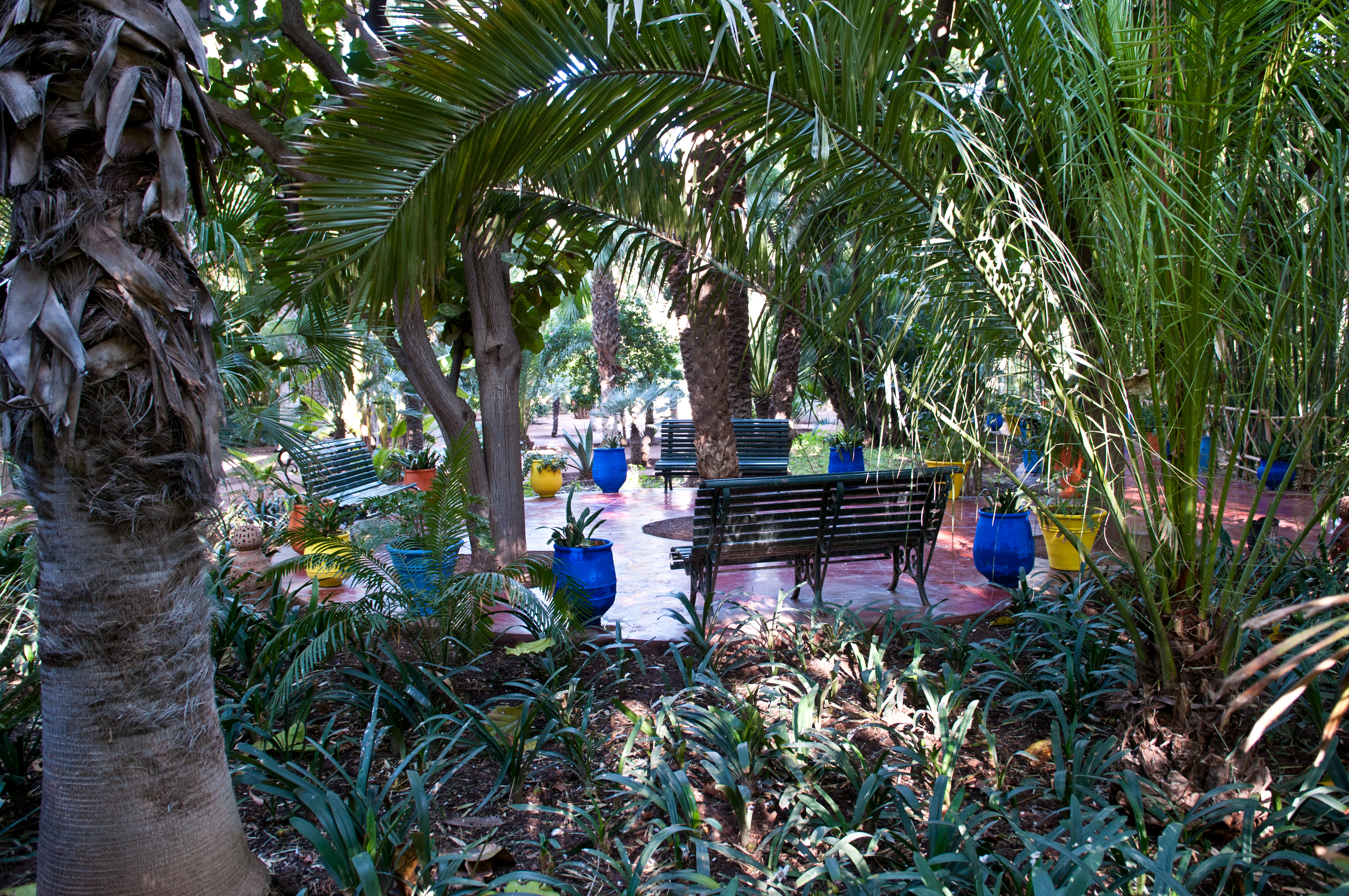
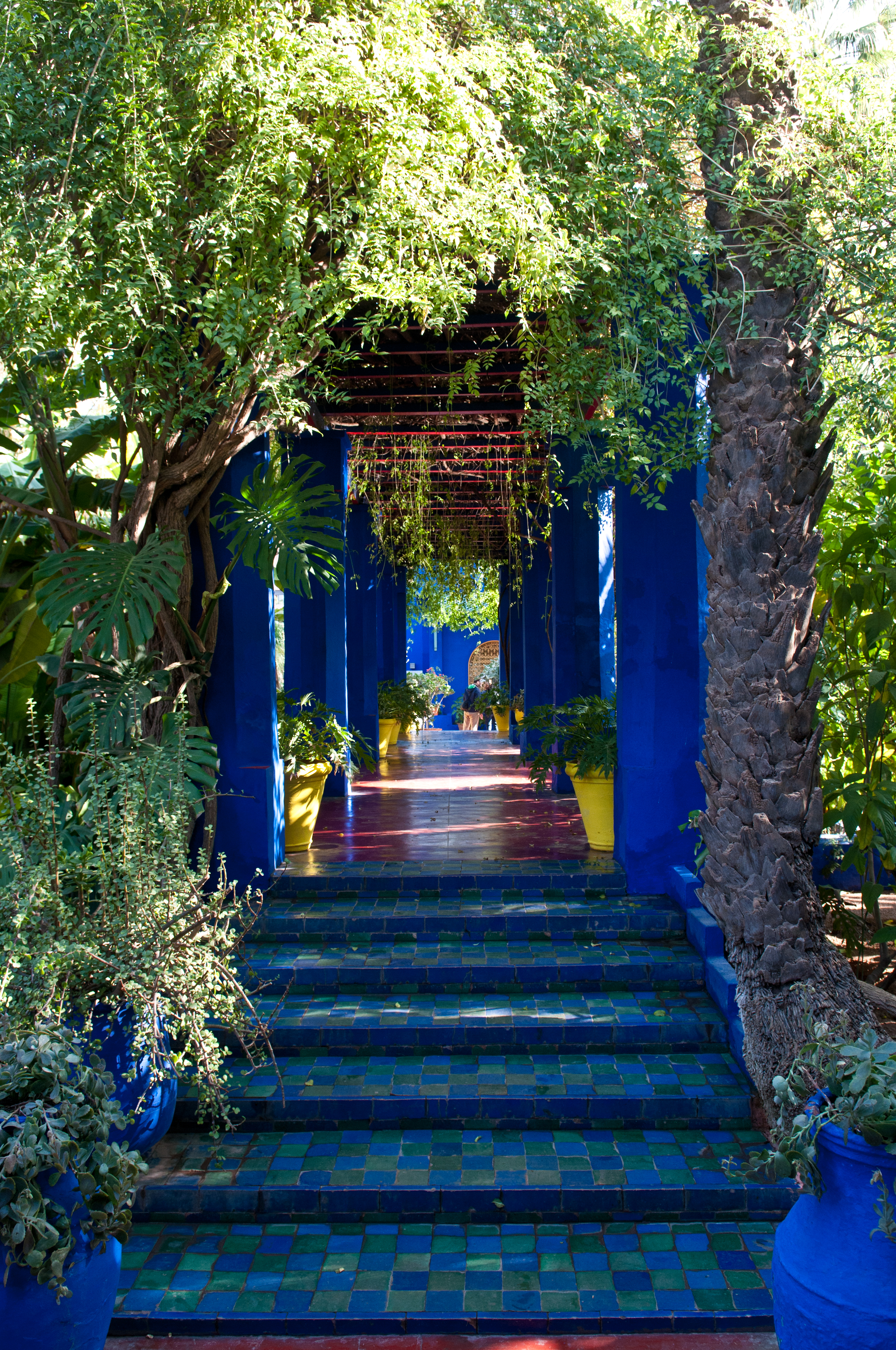
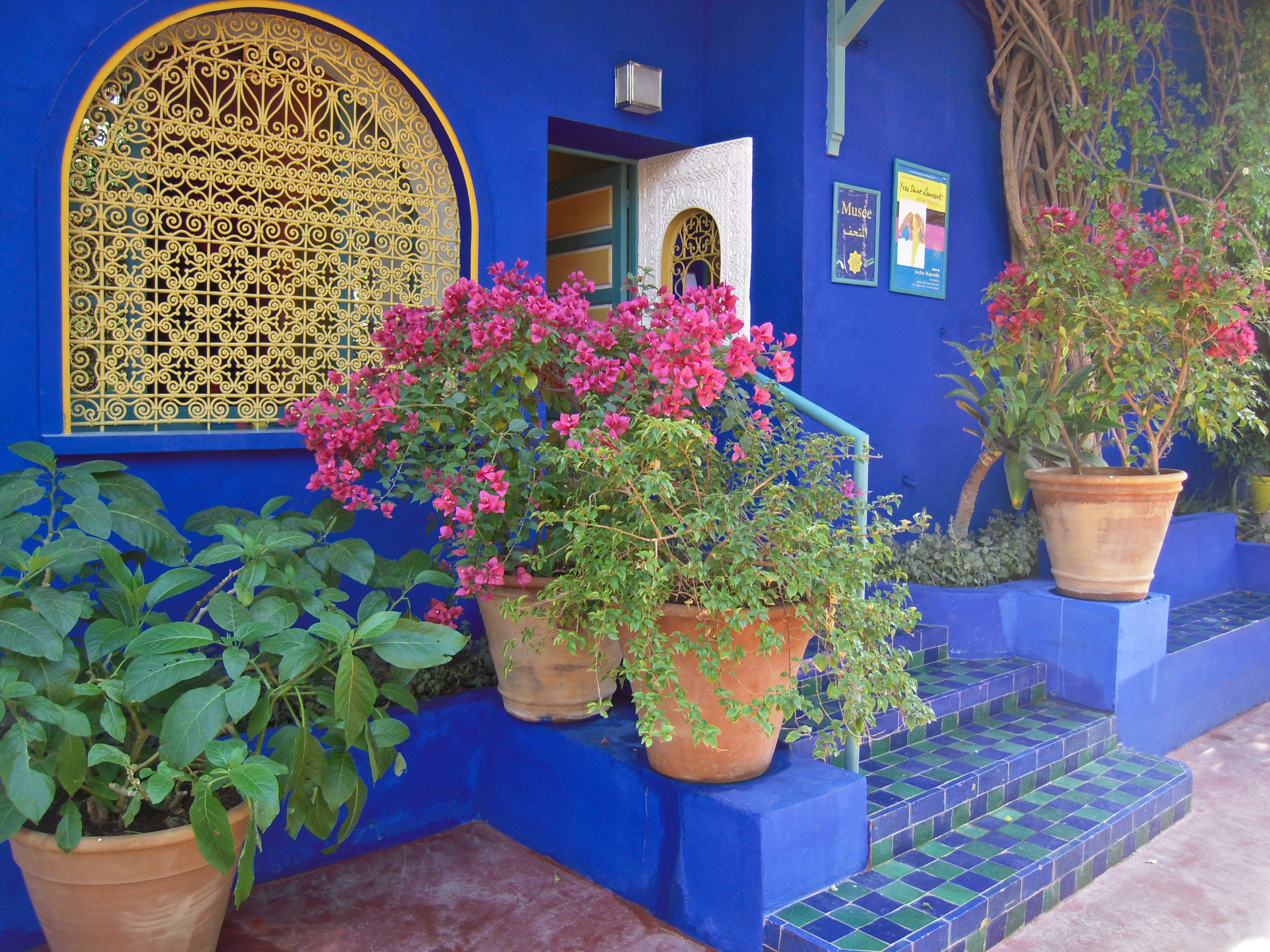
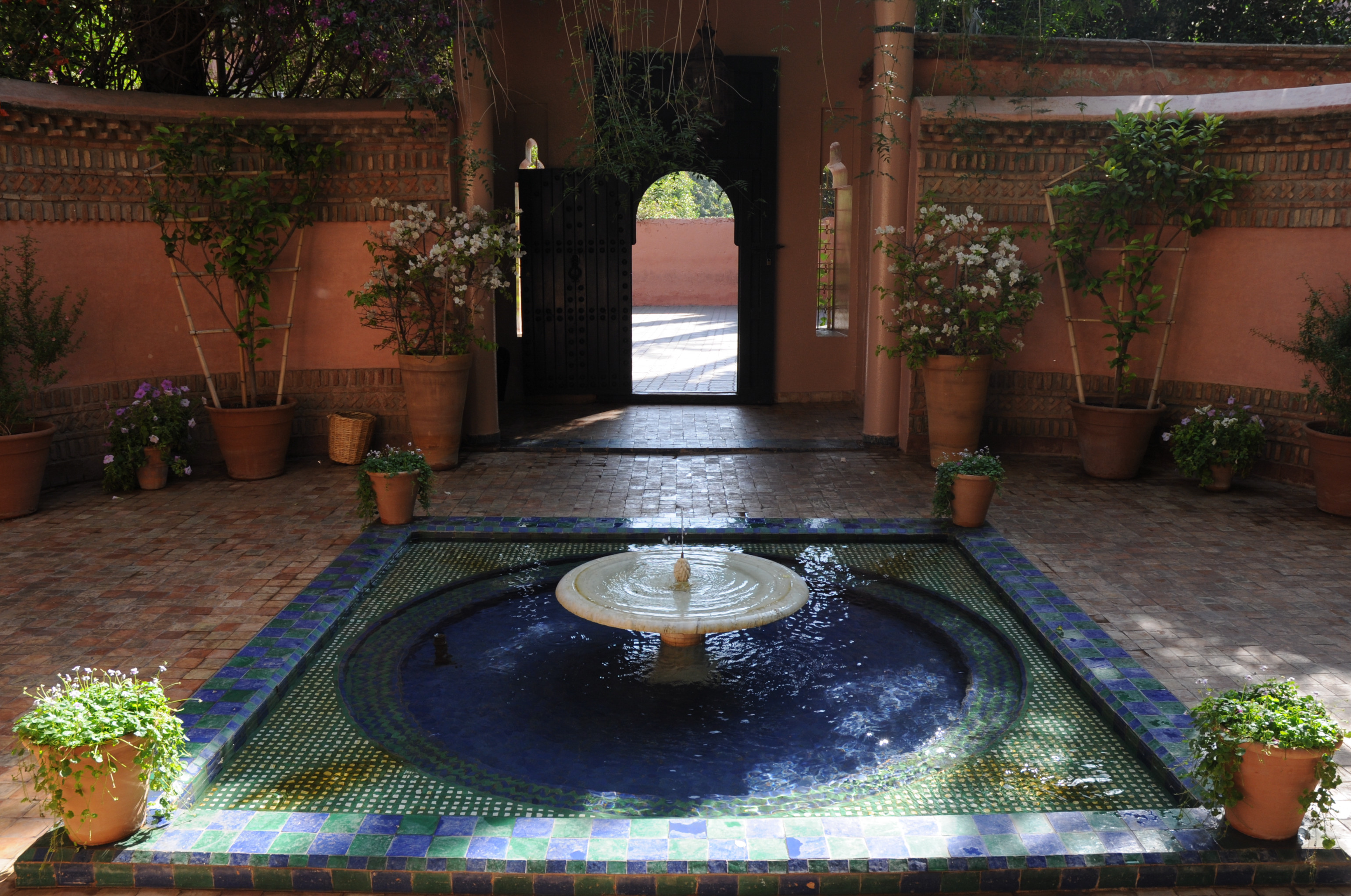
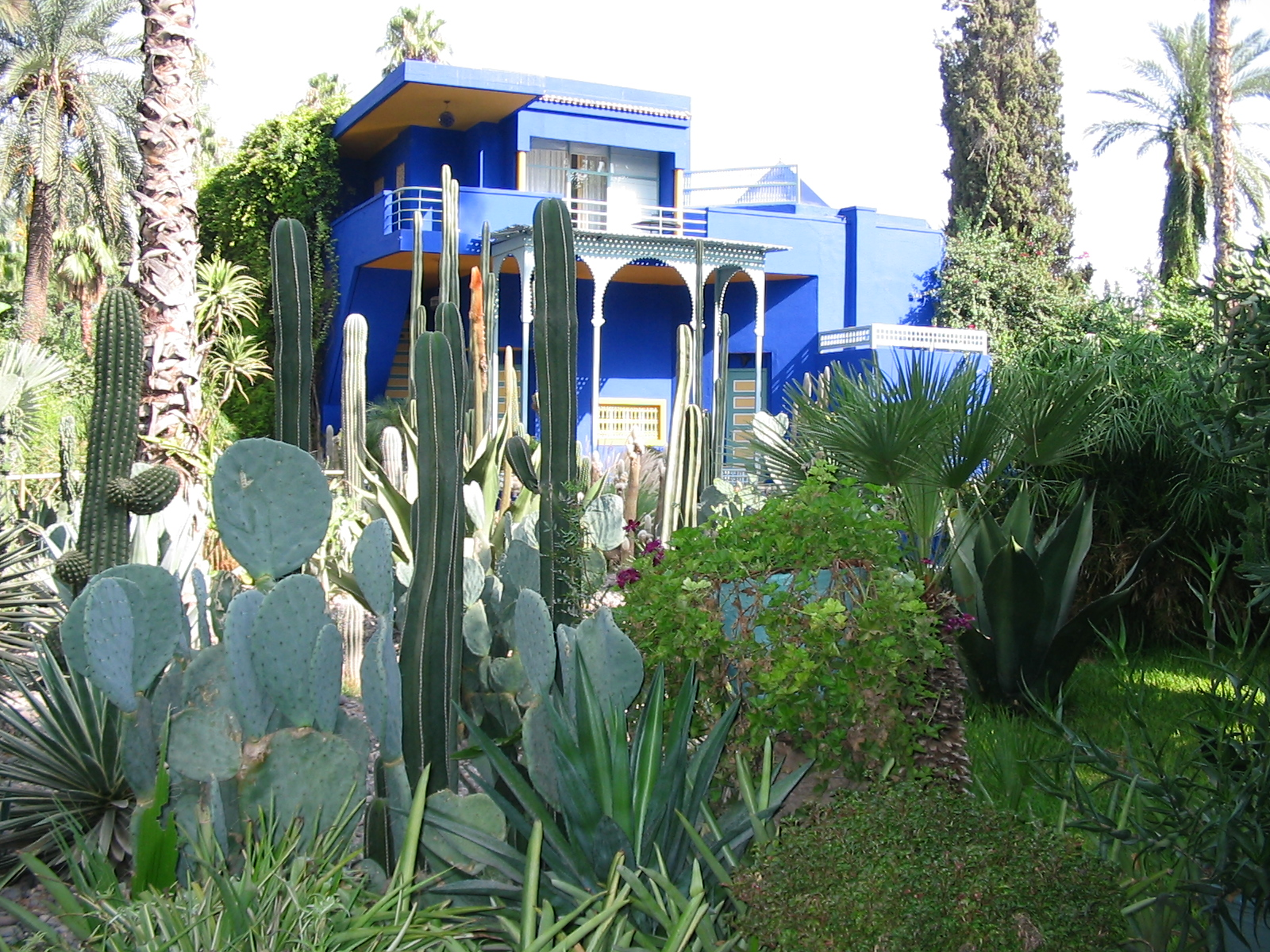
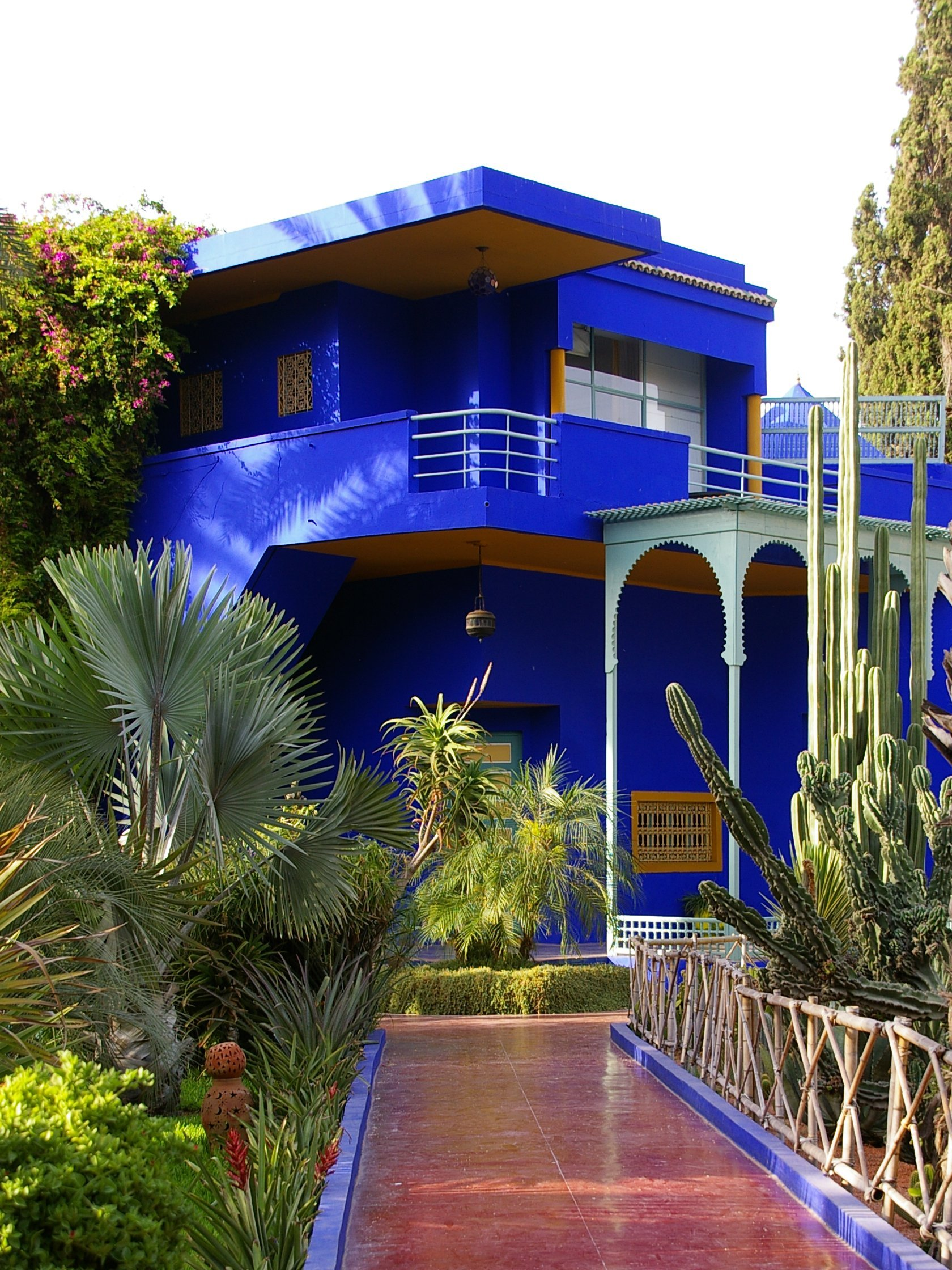
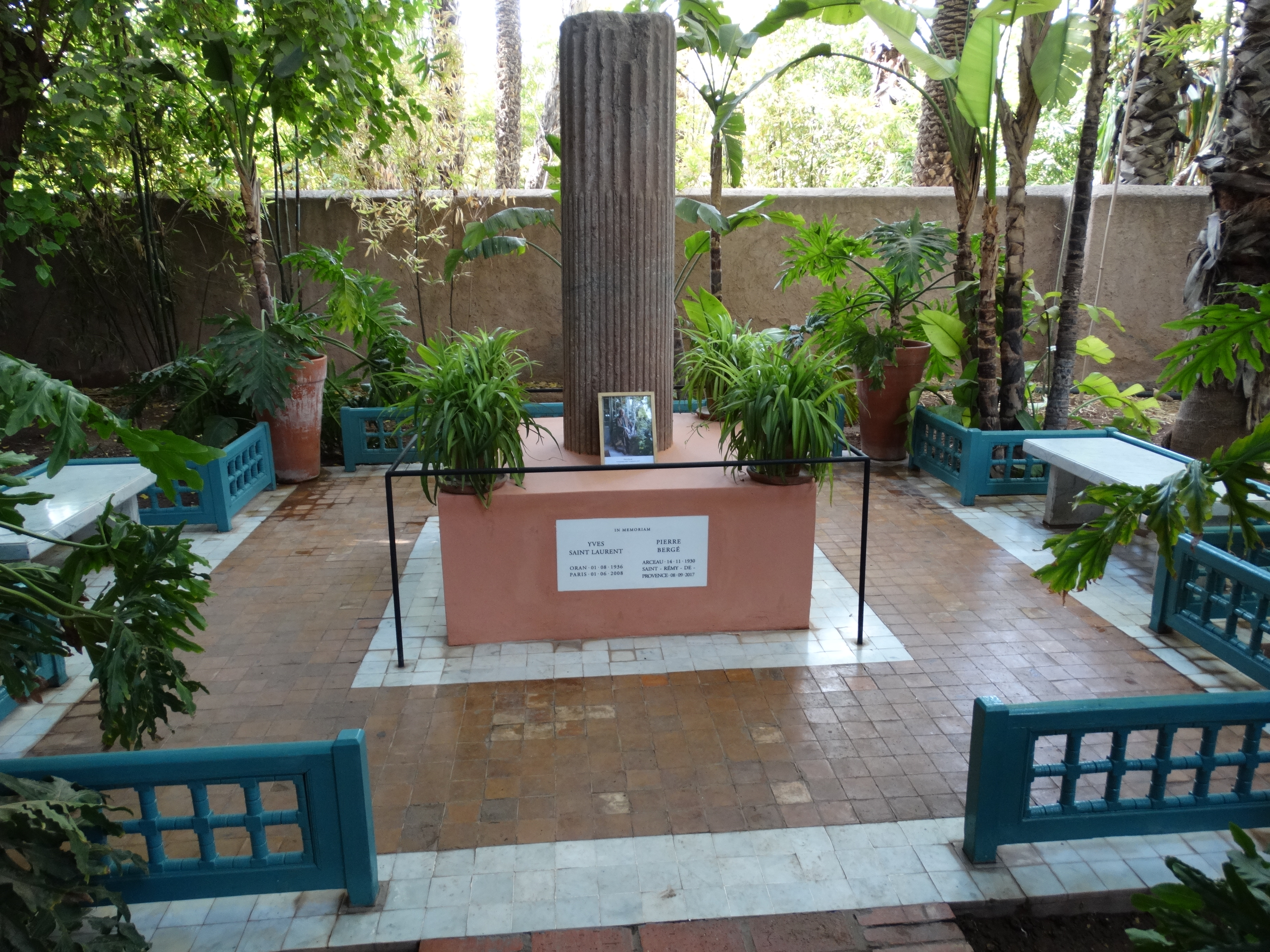
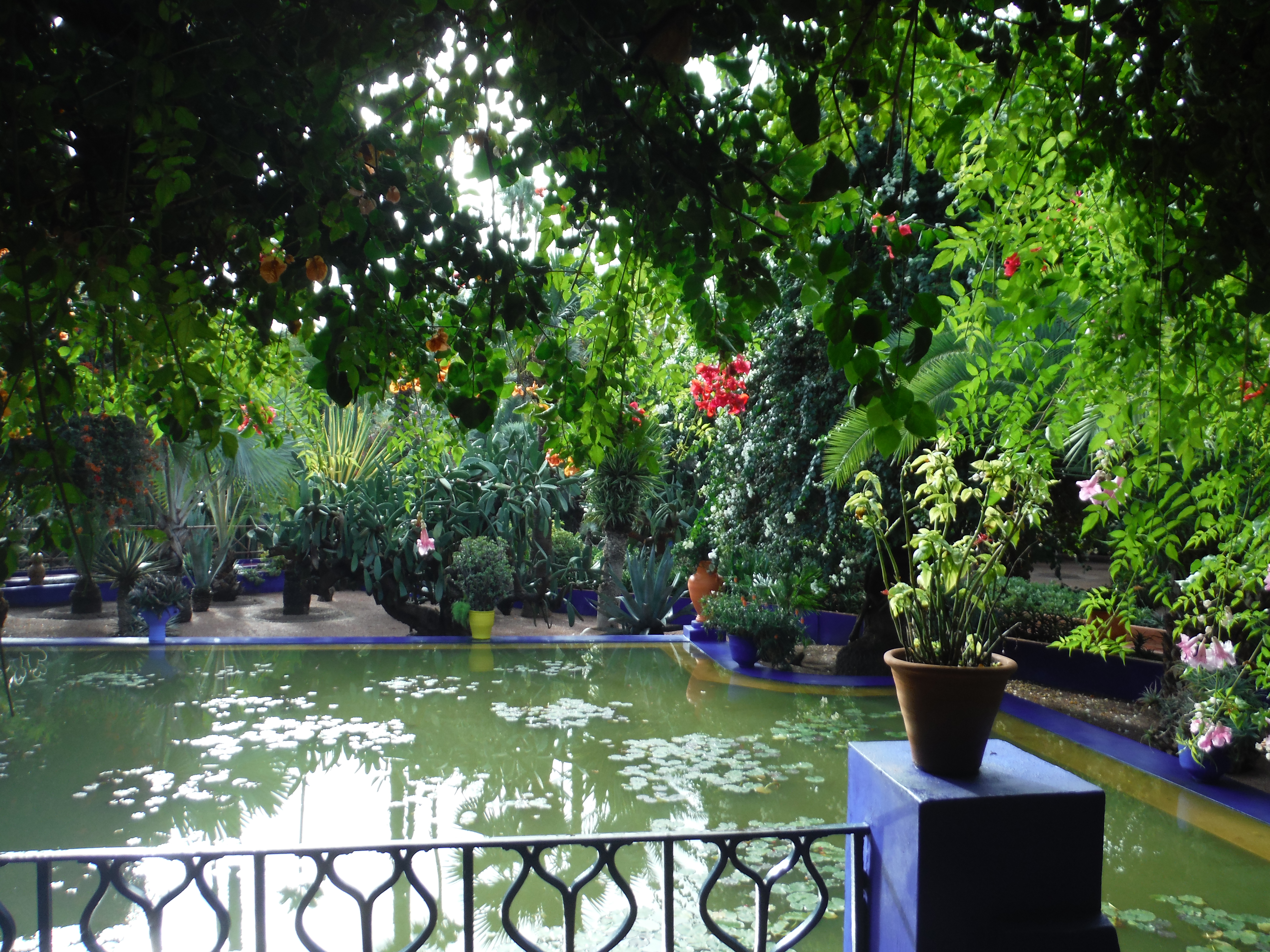
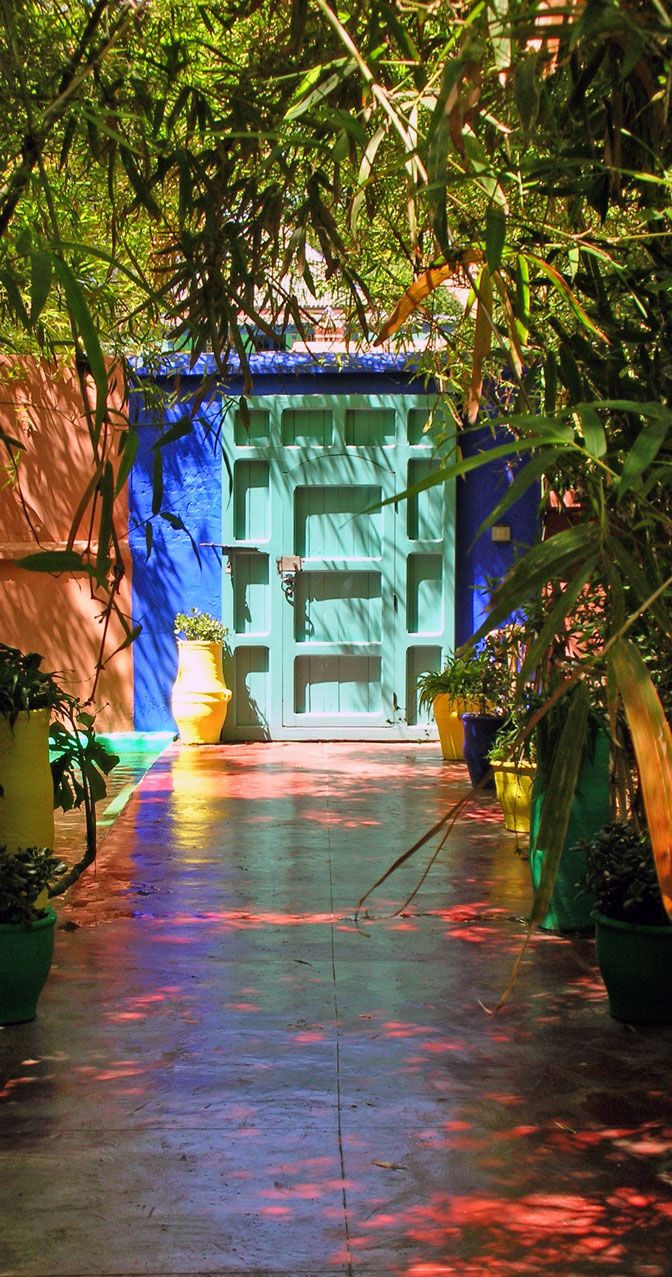
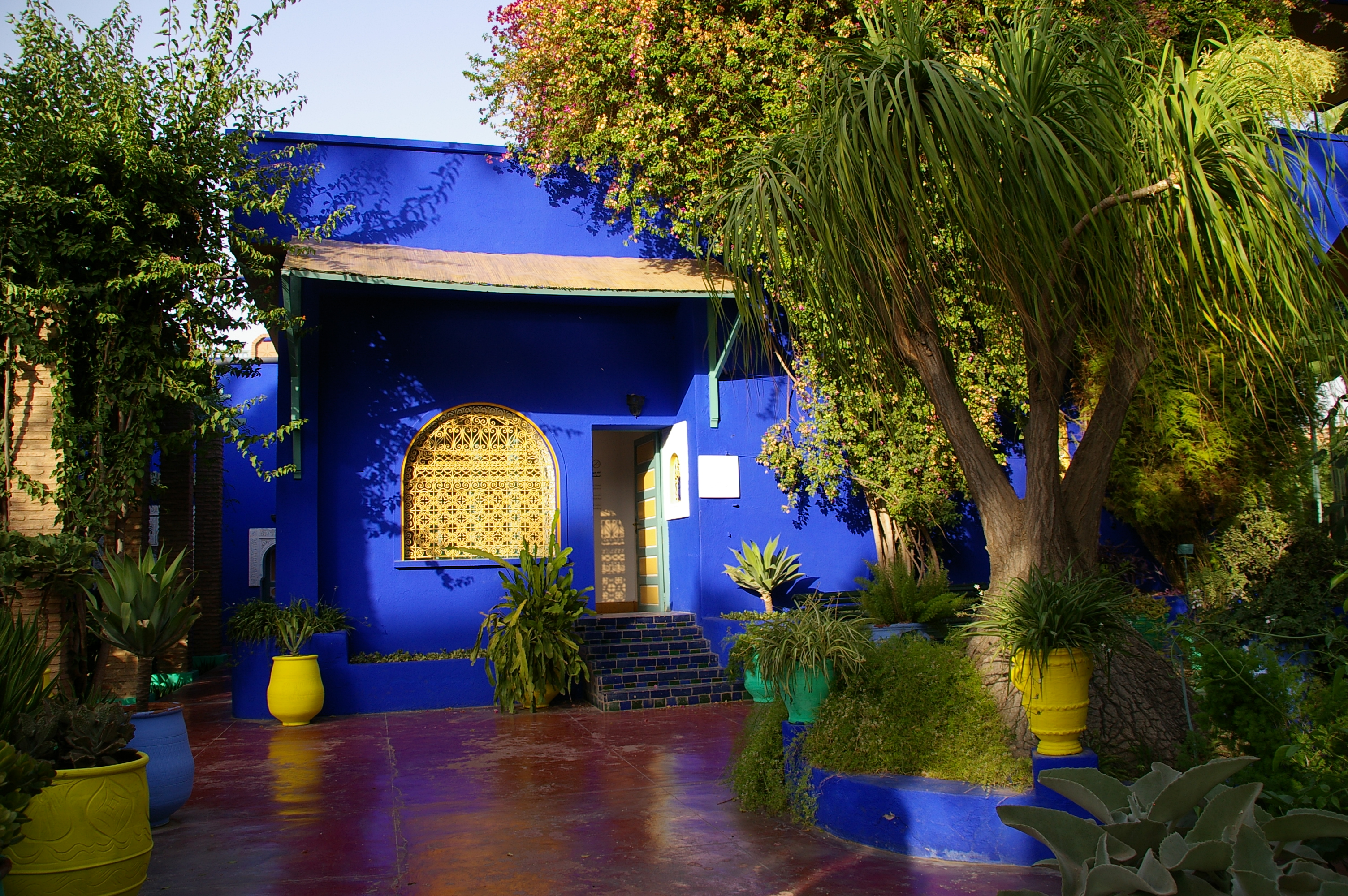
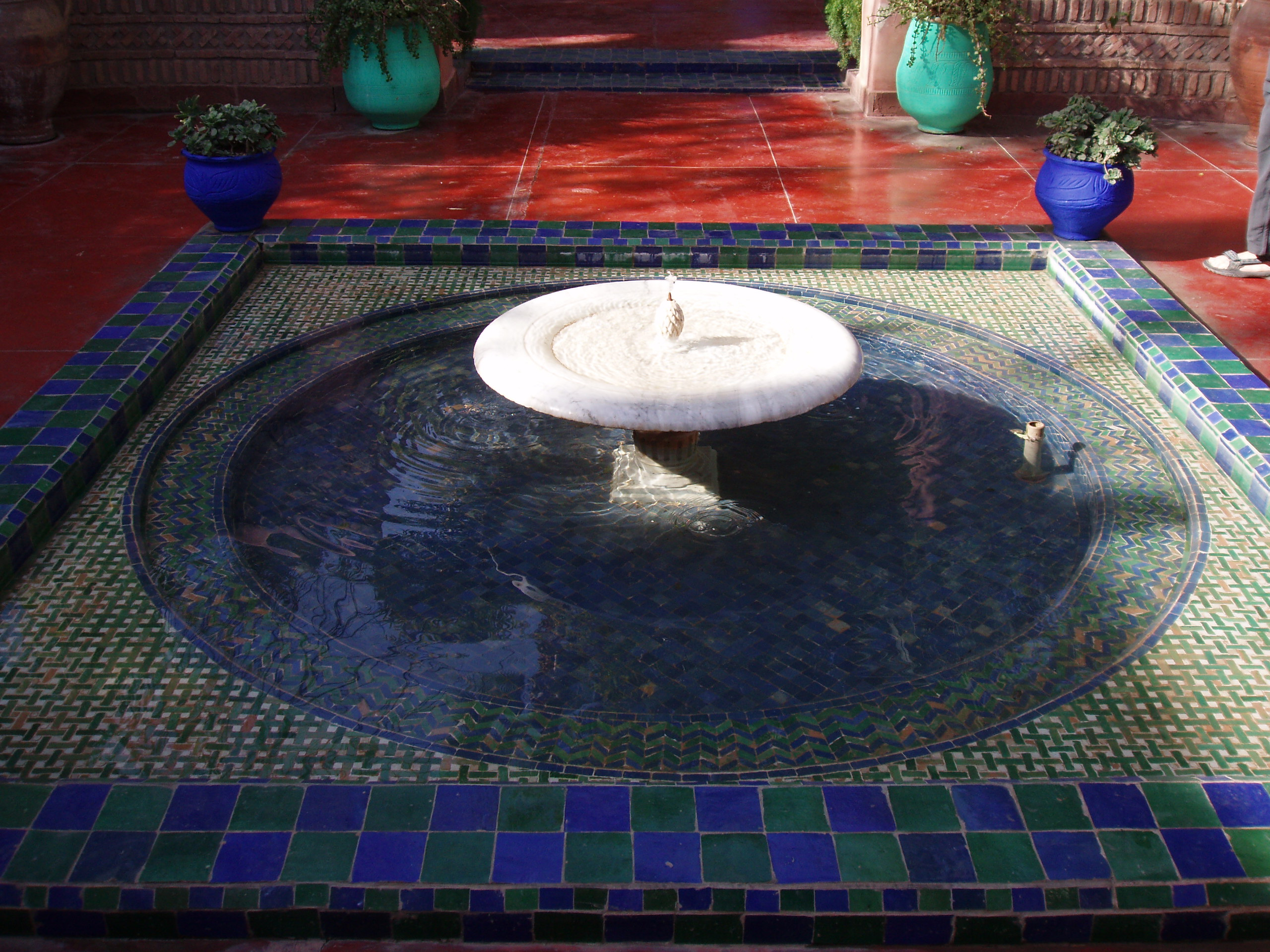